# Herejía de Buda

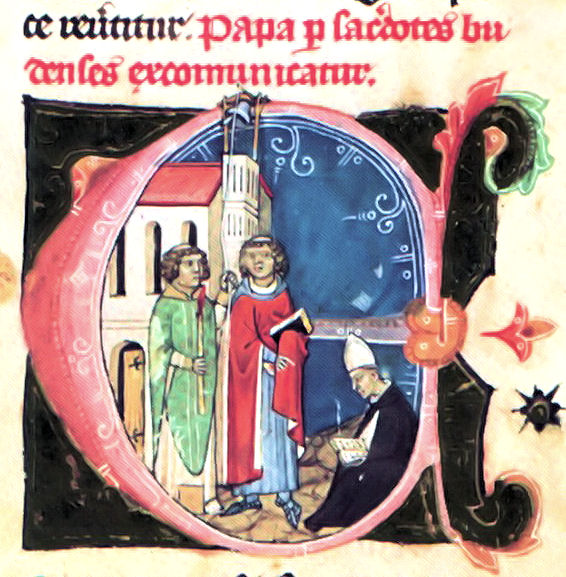
Los clérigos en Buda excomulgan al papa Benedicto XI, como lo muestra la Crónica iluminada.

La herejía de Buda (en húngaro: budai eretnekség) fue un movimiento herético valdense de 1304 a 1307 en Buda, la capital del reino de Hungría (actualmente un municipio de Budapest). En un contexto político, la herejía fue un segmento minúsculo de un conflicto más amplio durante la era del Interregno tras la muerte del rey Andrés III de Hungría, cuando varios reclamantes lucharon por el trono húngaro

## Antecedentes
Tras la primera invasión mongola de Hungría, el rey Bela IV ordenó la construcción de muros de piedra reforzados alrededor de la ciudad de Buda y estableció su propio palacio real en la cima de las colinas protectoras de Buda, creando una nueva capital real en los decenios comprendidos entre 1247 y 1265. Con fines defensivos, trasladó a los ciudadanos de Pest a una colina en el lado opuesto del río Danubio en 1248. En dos décadas su nueva ciudad fortificada, Buda, se convirtió en el centro de comercio más importante de Hungría. Los burgueses emergentes, que buscaban la autonomía, tuvieron varios conflictos con varias instituciones eclesiásticas en la segunda mitad del siglo XIII. Alrededor del mismo, varios comerciantes alemanes se establecieron en la ciudad. Tenían varios privilegios, entre ellos la exención de impuestos y la libre elección de sacerdotes. Bela IV concedió el derecho de cobro de los impuestos locales y el derecho de patrocinio sobre la Iglesia de Nuestra Señora, que estaba en construcción, a las monjas dominicas de la Isla Margarita en 1255, lo que perjudicó seriamente los intereses económicos de los comerciantes. Durante los diversos pleitos, el prestigioso convento ha gozado del apoyo de todos los factores políticos, además de la Curia romana, que confirmó sus privilegios. En 1287, los burgueses solicitaron a Ladislao IV que celebrara anualmente nuevas ferias libres de impuestos en la ciudad, pero Ladislao se negó a ello después de algunos meses de vacilación. La protección de las monjas dominicas inhibió el crecimiento material de los burgueses. Por ejemplo, a pesar de que el rector Werner recibió una donación de tierras del rey al año siguiente, no se registró como propietario, porque las monjas reclamaron las tierras para sí mismas. El sucesor de Ladislao, Andrés III también apoyó a las monjas dominicas contra los burgueses de Buda en varias ocasiones.

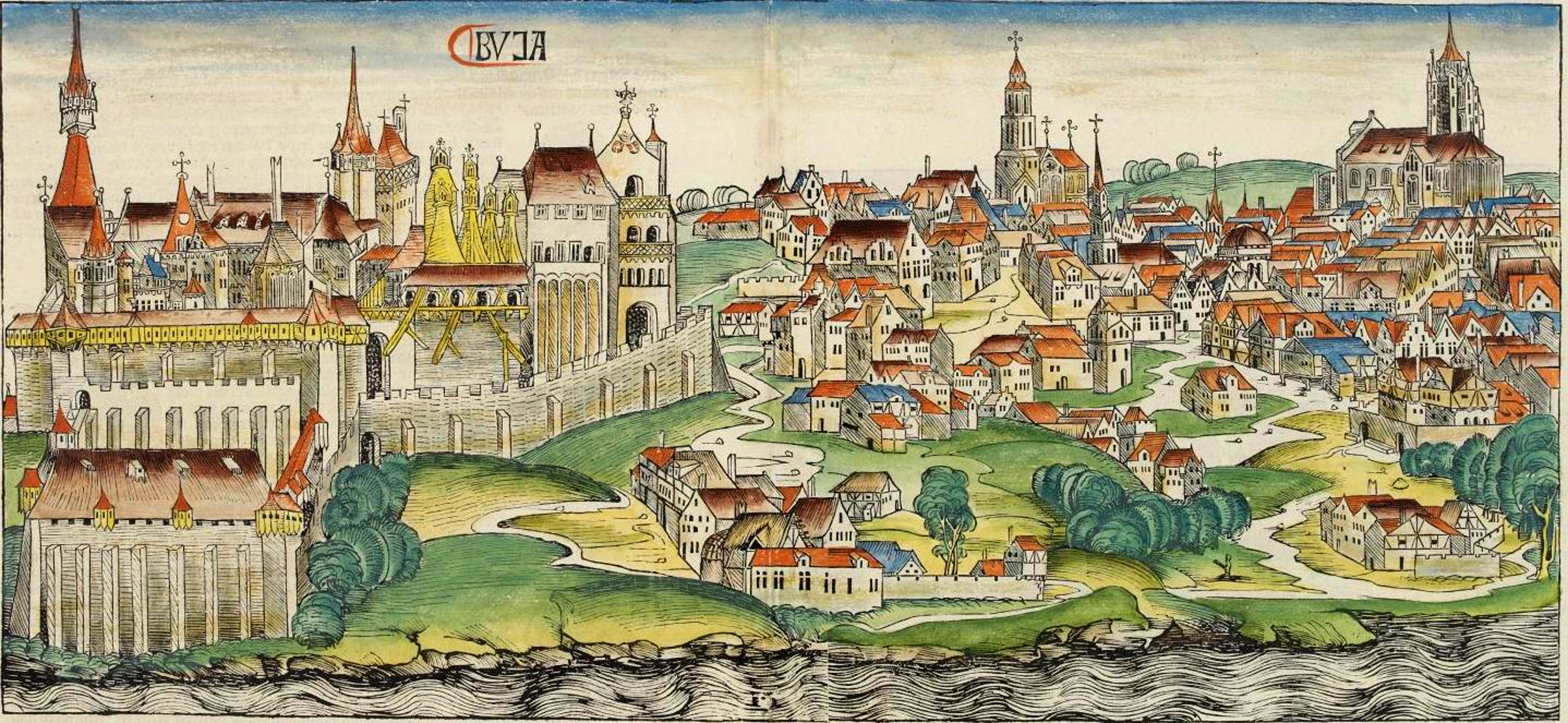
La ciudad de Buda en la Edad Media.

Los burgueses también se vieron envueltos en conflictos por disputas financieras con la Archidiócesis de Esztergom desde la década de 1280. El arzobispado impuso costumbres de alto valor a lo largo de la ruta comercial occidental. Aunque los comerciantes trataron de evadir este deber, Ladislao IV los obligó a pagar los derechos en Győr al capítulo de la catedral de Esztergom en 1288. Mientras que esto se retrasó, el arzobispo Ladomero puso a la ciudad de Buda bajo interdicto y excomulgó a su ayuntamiento en 1289. Werner y dos jurados visitaron el tribunal episcopal de Esztergom para negociar con el arzobispo el 8 de septiembre de 1289. Allí, Ladomero estaba dispuesto a suspender el castigo eclesiástico, si Buda no aceptaba a los comerciantes que no hubieran pagado el impuesto que le correspondía a la archidiócesis. Werner aceptó la condición. Además, el ayuntamiento de Buda también se vio envuelto en un conflicto jurisdiccional sobre la tarifa portuaria de Pest con el capítulo colegiado de Óbuda en la década de 1290. Hubo informes de insultos a los funcionarios de aduanas del capítulo por parte de los ciudadanos locales. Tanto el capítulo de Óbuda como el convento dominicano de la Isla Margarita apelaron a la Curia romana contra los métodos violentos del ayuntamiento de Buda. El arzobispo Lodomero de Estrigonia amenazó con otra excomunión, por lo que Werner y el ayuntamiento se retiraron. Para promover la reconciliación, Andrés III puso a las beguinas locales bajo la protección del rector Werner en el verano de 1296. Los líderes seculares del futuro movimiento herético aparecieron por primera vez en el enfrentamiento entre la ciudad y la diócesis de Veszprém. El 15 de junio de 1295, el consejo de la ciudad verificó que los burgueses Kunc (también Prenner) y Hermann arrendaban los ingresos del diezmo de la producción de vino del obispo por 140 marcos. El 16 de julio de 1297, el abad de la abadía de Bélakút se quejó ante la archidiócesis de Esztergom de que Hermann usurpó 25 barriles de vino en nombre del obispo Benedict Rád, que pertenecían a la propiedad de la abadía. Después de un llamamiento de las monjas dominicas a Roma en marzo de 1298, el papa Bonifacio VIII confió a Benedicto Rád la investigación de los «agresivos pasos anticlericales» del ayuntamiento, por lo que también interrumpió la cooperación con Buda.
Andrés III de Hungría murió el 14 de enero de 1301, sin dejar herederos varones. Una guerra civil entre varios reclamantes al trono (el llamado Interregnum) siguió a eso y duró siete años. Al oír su muerte, Carlos I de Hungría se apresuró a ir a Esztergom donde fue coronado rey. Siendo el candidato del papa Bonifacio al trono húngaro, Carlos siempre había sido impopular, porque los señores húngaros temían que «perdieran su libertad al aceptar un rey nombrado por la Iglesia», según la Crónica Iluminada. Decidieron ofrecer la corona al joven Wenceslao, hijo de Wenceslao II de Bohemia. Werner era miembro de esa delegación, que visitó la corte de Bohemia para negociar con el rey, según la Crónica Königsaal. Tras su llegada a Hungría, Wenceslao fue coronado rey en agosto de 1301 y residió en Buda. El papa Bonifacio envió a Hungría a su legado,  Niccolò Boccasini, y convenció a la mayoría de los prelados húngaros de que aceptaran el reinado de Carlos. Estuvo presente en Buda en el otoño de 1301, donde celebró un sínodo nacional. En diciembre de 1301, instruyó a Alberto, el párroco de la Iglesia de Nuestra Señora, para que procurara a los burgueses —por nombre, Kunc (Prenner), Petermann, Tym, Dietrich, Martin, Hermann y Mohran— recuperar el impuesto sobre la producción de vino a la Diócesis de Veszprém. El legado papal se ocupó del alegato del capítulo de Óbuda en la primavera de 1302, que se quejaba de que el rector y el ayuntamiento obstaculizaban el trabajo de sus recaudadores de impuestos durante los dos últimos años. Aprovechando la posición debilitada de su rival, Carlos intentó capturar Buda, la capital de Wenceslao, en septiembre de 1302. Después de sitiar Buda, Carlos I de Hungría pidió a los burgueses que extraditaran a Wenceslao, pero el rector Ladislao, hijo de Werner, y el consejo de la ciudad permanecieron fieles al joven rey.

## El movimiento
En ese momento, el Hermano Nicolaus de la orden de Predicadores, obispo de Ostia y cardenal, vino a Hungría, investido de la autoridad de la Santa Sede, en nombre de Carlos. Después de permanecer en Buda durante algunos días, vio que no podría lograr nada, y por lo tanto regresó a la corte papal. A la muerte de Bonifacio VIII fue elegido papa, y en su investidura tomó el nombre de Benedicto XI. A su salida de Buda, por alguna causa, dejó a los ciudadanos bajo un interdicto, que fue fielmente observado tanto por los monjes como por los sacerdotes. Pero surgieron falsos y desobedientes sacerdotes que celebraban abiertamente el servicio divino ante el pueblo y administraban los sacramentos de la Iglesia a los que habían sido prohibidos. Amontonaron mal sobre mal en su creciente pecaminosidad: el pueblo, convocado y con las linternas encendidas, proclamó en voz alta que el papa, el vicario de Cristo, los arzobispos y obispos del reino de Hungría y los miembros de las órdenes religiosas estaban todos excomulgados. En el momento en que esto se hizo, el castillo de Buda estaba a cargo de un tal Peterman, a quien el rey  Wenceslao había nombrado en lugar de Ladislao, a quien había llevado cautivo. —Chronicon Pictum.

El 31 de mayo de 1303, el papa Bonifacio VIII declaró a  Carlos de Anjou como legítimo rey de Hungría, afirmando que la elección de Wenceslao había sido inválida. Simultáneamente, el papa había llamado a su legado papal Niccolò Boccasini, quien puso la capital pro-Wenceslao, Buda, bajo interdicto y excomulgó su consejo municipal. Para reforzar la posición de su hijo, Wenceslao II de Bohemia llegó a Hungría a la cabeza de un gran ejército en mayo de 1304. Capturó Esztergom, pero sus negociaciones con los señores locales le convencieron de que la posición de su hijo en Hungría se había debilitado drásticamente. En consecuencia, decidió llevar a Wenceslao de vuelta a Bohemia e incluso se llevó la Santa Corona de Hungría consigo a Praga en agosto de 1304. Wenceslao también capturó y encarceló al rector Ladislao, hijo de Werner, que apoyaba la reivindicación de Carlos para entonces, y lo secuestró en Bohemia. El mencionado Petermann (hijo de Kunc) se convirtió en el nuevo rector de la ciudad y líder del patriarcado de origen alemán. Bajo su dirección, los sacerdotes locales excomulgaron a Niccolò Boccasini, que fue elegido papa Benedicto XI tras su regreso a la Curia romana, además de los arzobispos y obispos húngaros, que apoyaron casi unánimemente la reivindicación de Carlos de Anjou al trono húngaro.

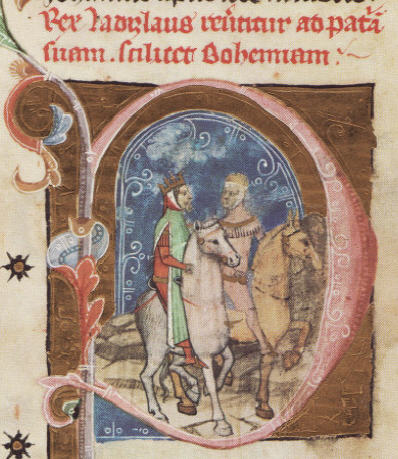
Wenceslao deja el reino de Hungría (de la Chronicon Pictum).

El teólogo e historiador del siglo XVIII Péter Bod identificó a los líderes espirituales del movimiento herético como valdenses, basándose en esto, György Székely también compartió ese punto de vista. Después de analizar fenómenos paralelos, consideró Péter Galambosi, que los líderes en Buda pertenecían a la rama de los valdenses de Lombardía —también conocida como «Los pobres de Lombardía»—. Los valdenses dijeron que la Santa Sede no era elegible para la recaudación del diezmo, lo que proporcionó una base ideológica al consejo secular de la ciudad, que se negó a pagar impuestos eclesiásticos durante años. El movimiento en Buda fue una coalición de la élite local descontenta y el clero, que reconcilió sus aspectos económicos y religiosos. Es plausible que la ideología valdense llegara a la ciudad a través de la ruta comercial occidental desde las ciudades mercantes del sur de Alemania. El historiador László Zolnay argumentó que la herejía de Buda fue apoyada por el clero inferior local; también conectó al movimiento el poema casi contemporáneo Planctus clericorum (en húngaro: Papok siralma ; «La lamentación de los sacerdotes»), que se escribió alrededor de 1310. Galambosi aceptó esto y argumentó que el poema usaba los mismos textos de la Biblia, que también se incorporaron a la argumentación de los valdenses. Por su nombre, un único cierto sacerdote, Louis fue referido como un líder espiritual de la herejía de Buda por el veredicto del sínodo nacional de 1307. La denominación «sacerdos» prueba que una vez que fue ordenado sacerdote —es decir, no «falso» o disfrazado—, pero luego fue afectado por las doctrinas heréticas. Los burgueses y su élite, que habían apoyado el movimiento, definitivamente no estaban convencidos de los valdenses, cooperaron con la herejía debido a la motivación política. Petermann y sus consejeros respaldaron ese movimiento, que cuestionó la base legal de las demandas económicas de sus rivales, las instituciones de la iglesia y debilitó su autoridad moral.
El veredicto del sínodo de 1307 establece definitivamente que una facción del consejo de la ciudad, liderada por Petermann se había afiliado con los herejes durante nueve años, por lo tanto alrededor de 1298, refleja la creciente tensión con la Santa Sede en ese año. Según Galambosi, los burgueses de Buda no apoyaban el movimiento valdense de manera uniforme. Mientras que el ayuntamiento luchaba por la aplicación de los privilegios urbanos, representado por Werner, entonces su hijo Ladislao, algunos de sus miembros se enfrentaban además a las instituciones eclesiásticas en asuntos de carácter privado, por ejemplo los ricos comerciantes Kunc y Hermann, que tenían un contrato válido con la diócesis de Veszprém. Debido a su vulnerabilidad económica, este último grupo se radicalizó mucho más y rechazó la política cautelosa y retrógrada de Werner. Es plausible que el rival de los Werner durante mucho tiempo, la familia Walter, estuviera detrás del caso. Andrew, hijo de Walter relacionado con Kunc y Petermann. Cuatro miembros del consejo municipal de 12 miembros (Kunc, Petermann, Hermann y Martin) se enfrentaron a la iglesia en las últimas décadas; se les consideraba la oposición interna a Werner y su facción. Debido a sus duras posiciones pro-Wenceslao y anticlericales, Ladislao, hijo de Werner posiblemente se convirtió gradualmente en partidario de Carlos de Anjou después del fallido asedio de septiembre de 1302. Sin embargo, su margen de maniobra se redujo; a petición de Petermann y sus aliados, fue encarcelado por el rey Wenceslao II, cuando los bohemios decidieron abandonar Hungría. Petermann, que provenía de una familia prestigiosa —su padre, Kunc, desempeñaba funciones en la casa de moneda real—, fue instalado como nuevo rector a partir de entonces. Su partido también dio la bienvenida a la llegada de Otón III de Baviera en diciembre de 1305. Sin embargo, varias familias burguesas, por ejemplo los Hencfis y los Weidners, apoyaron la reivindicación de Carlos y no reconocieron la herejía valdense en su ciudad.

## Caída y represalias
Después de estos acontecimientos, Ladislao, hijo de Werner, fue liberado en el tercer año (1307) del cautiverio en el que estaba retenido por el rey Wenceslao. Junto con Juan, hijo de Csák, el jueves siguiente a la fiesta de la santa Petronila, [1 de junio], entró en el castillo de Buda en el silencio de la noche por la puerta que está junto a la sinagoga de los judíos, y mediante un ataque repentino venció y mató a los ciudadanos de Buda que eran sus enemigos y traidores. Peterman, el magistrado de la ciudad, tuvo que huir desnudo y apenas pudo escapar. Dos de los ciudadanos, a saber, Morhan Hermann y Master Martin, ciudadanos jurados del consejo de los doce, hizo que fueran atados a las colas de los caballos y cruelmente arrastrados por las calles y plazas de la ciudad, y sus huesos los hizo quemar en el fuego. Confiscó y se apropió de sus propiedades. Los sacerdotes traidores de los que hemos hablado los entregó, atados de pies y manos, a Tomás, arzobispo de Esztergom, quien los puso en prisión, donde expiraron miserablemente sus almas. —Chronicon Pictum.

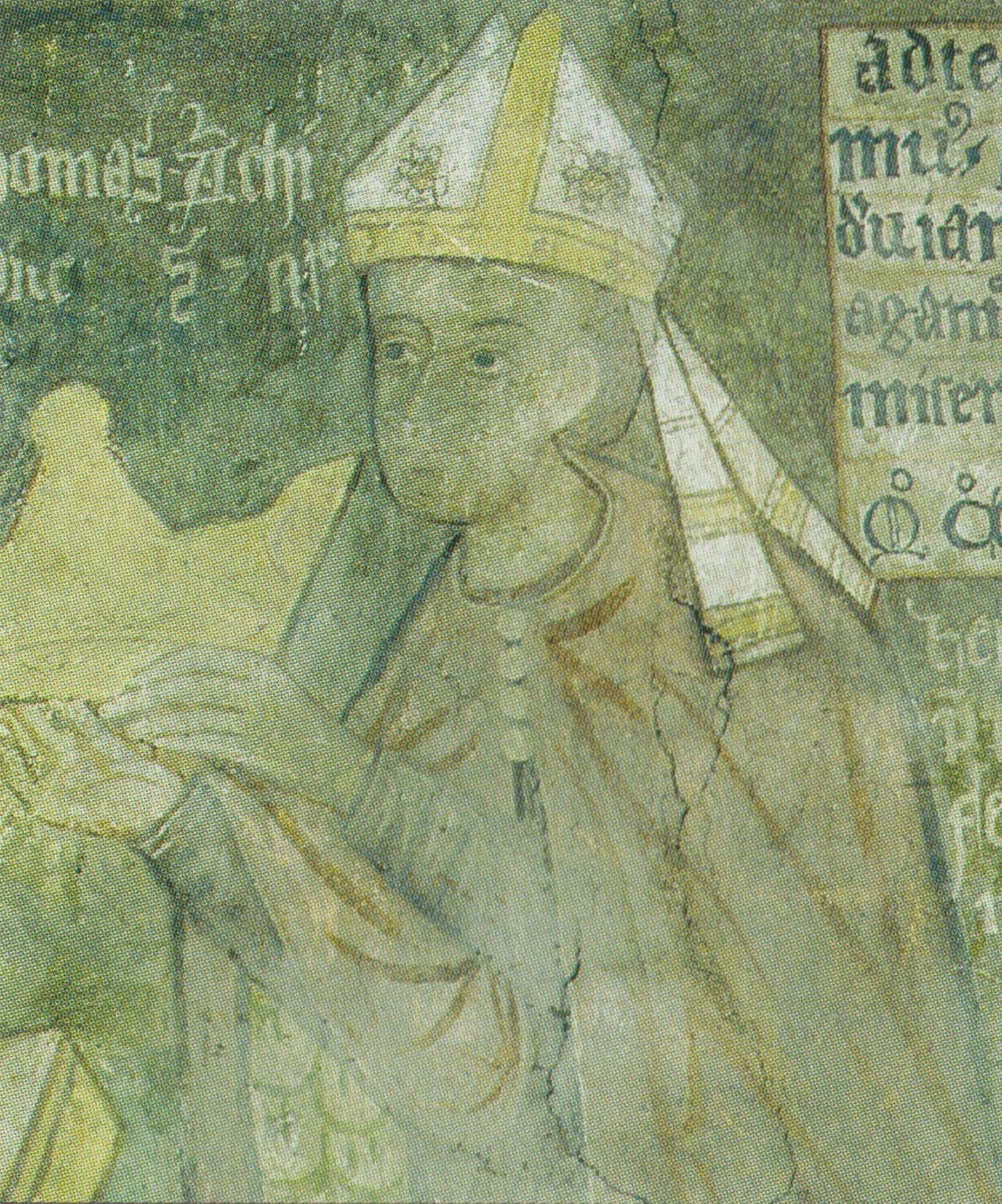
Arzobispo Tomas de Estrigonia, una figura clave en la represión del movimiento de herejía de Buda.

Otón III de Baviera nunca pudo fortalecer su posición en Hungría, porque solamente los Kőszegis y los sajones de Transilvania lo apoyaron.. Carlos se apoderó de Esztergom y muchas fortalezas en el norte de Hungría en 1306. La ciudad de Buda se había aislado gradualmente, ya que los muros estaban rodeados por las tierras de los barones y las ciudades, que juraban lealtad a la Casa de Anjou una tras otra. antes de 1307. Después de regresar a su sede episcopal, el prelado procarlos, Tomas de Estrigonia, convocó un sínodo provincial a Udvard, —actual Dvory nad Žitavou, Eslovaquia— en mayo de 1307, donde los prelados excomulgaron a los burgueses de Buda, que habían apoyado a los «cismáticos» —por su nombre, Petermann, Martin y el sacerdote Louis— y pusieron la ciudad bajo entredicho. Con eso, el arzobispo Tomás renovó los antiguos castigos eclesiásticos contra la ciudad, emitidos por Gregorio Bicskei, el legado papal Niccolò Boccasini y Miguel de Bő. Thomas anunció un período de perdón de 40 días a todos los atacantes de la ciudad; así, prácticamente, el arzobispo pidió una cruzada contra Buda, que fue declarada como «presa» para todos los merodeadores, como destacaron los historiadores Ferenc Salamon y László Zolnay.
Escapando de su cautiverio en Bohemia, el exrector Ladislao, hijo de Werner marchó a la ciudad con la ayuda de las tropas de John Csák el 1 de junio de 1307. Como narra la Crónica Iluminada, Ladislao y Juan se infiltraron en el fuerte a través de la puerta junto a la sinagoga judía por la noche. Sus tropas se enfrentaron a los guardias del ayuntamiento, que se negaron a reconocer a Carlos como su legítimo rey. El rector pro-Wenceslao, Petermann, escapó de la escena sin ropa, mientras que otros burgueses alemanes fueron torturados y masacrados. Juan Csák capturó y envió al sacerdote Luis y a los clérigos locales, que habían participado en el reprimido movimiento valdense, a la corte del arzobispo Tomás de Esztergom. La crónica dice que los frailes y los clérigos murieron en la prisión del arzobispo en medio del sufrimiento.
El legado papal Gentile Portino da Montefiore convocó al sínodo de los prelados húngaros, que declaró al monarca inviolable en diciembre de 1308. Después de que Ladislao Kán se negara a entregar la Santa Corona a Carlos, el legado consagró una nueva corona para el rey. El arzobispo Thomas coronó a Carlos rey con la nueva corona en la Iglesia de Nuestra Señora de Buda el 15 o 16 de junio de 1309. El rector Ladislao también asistió a la ceremonia, representando a los burgueses de la ciudad. Cuando Mateo Csák sitió Buda en junio de 1311, los ciudadanos no se rebelaron contra Carlos y permanecieron en su lealtad. Salamon y Zolnay consideraron esta fecha como la reconciliación final entre Carlos y la ciudad. En respuesta, Carlos confirmó los privilegios de Buda y permitió su derecho autónomo de acuñación (en latín: Libertas Budensium) en ese año, pero el rápido ataque de Mateo Csák también demostró la vulnerabilidad de Buda. En medio de su guerra de unificación contra los poderes oligárquicos, Carlos trasladó su residencia de Buda a Timișoara a principios de 1315. A pesar de ello, la ciudad de Buda siguió siendo un fuerte pilar del reinado de Carlos I de Hungría bajo el mandato de los rectores Ladislao, hijo de Werner, y luego John Hencfi.

## En la historiografía
El movimiento hereje de Buda y su actividad fueron registrados por primera vez en una crónica escrita por un fraile minorita anónimo durante el reinado de Luis I de Hungría. Basándose en esto, la Chronicon Pictum, escrita unos años más tarde, también narró los eventos. El historiador László Zolnay destacó que los contemporáneos incluso trataron de borrar la memoria del movimiento, los acontecimientos únicamente están cubiertos indirectamente por los diplomas y documentos. Cuando el arzobispo Tomás convocó un sínodo provincial y puso a Buda bajo interdicto en mayo de 1307, su documento no menciona la excomunión del papa anterior a la suya, y solamente hace referencia a que los sacerdotes de Buda «celebraban misas» y «administraban sus sacramentos» a pesar de que el castigo eclesiástico golpeaba a los habitantes de la ciudad. Como resultado, algunos historiadores, entre ellos Vilmos Fraknói, cuestionaron la existencia del movimiento hereje y la supuesta excomunión del papa. Sin embargo, documentos casi contemporáneos confirman indirectamente las narraciones de las crónicas. Es posible que el fraile no identificado magnificara la importancia de la excomunión del papa en su obra, porque para él era el aspecto más escandaloso de los acontecimientos.
El académico e historiador Ferenc Salamon publicó la primera monografía de la Historia de Budapest en 1885. En su obra, fechó los acontecimientos en 1302; así, después de que Carlos de Anjou sitiara infructuosamente Buda en septiembre de 1302, los burgueses, «demasiado confiados por el triunfo», se absolvieron unilateralmente del castigo de la Iglesia y, cooperando con los sacerdotes locales que los apoyaban, excomulgaron al papa Bonifacio VIII (es decir, no a Benedicto) y a los prelados húngaros, que eran mayoritariamente pro-Carlos. Salamon no mencionó la existencia de un movimiento hereditario religioso específico, consideró que se trataba de un paso meramente político, ocasional, de los ciudadanos locales, sin ideología. El historiador marxista György Székely relacionó el cisma de Buda con las aspiraciones antifeudales del campesinado en 1953. Más tarde, introdujo los acontecimientos en el contexto del desarrollo del ayuntamiento de Buda en su estudio de lengua francesa en 1971.
László Zolnay fue el primer historiador que escribió un estudio separado sobre los herejes en Buda en 1961. Fechó el evento en el otoño de 1302 y lo comparó con la hostilidad contemporánea de larga data entre la Santa Sede y el Reino de Francia, cuando Felipe IV de Francia lanzó la bula Ausculta Fili del papa Bonifacio en una chimenea ardiente en febrero de 1302. Según Zolnay, después del infructuoso asedio de Carlos a Buda, su patrón, la Iglesia Católica excomulgó a la ciudad, que se negó a rendirse; en respuesta, el ayuntamiento local, con el apoyo de Wenceslao y su tribunal —que era aliado de Felipe—, excomulgó inmediatamente a la iglesia. El historiador Péter Galambosi cuestionó la legitimidad de la comparación, ya que Felipe IV, que intentaba extender su soberanía en la política eclesiástica, tenía otro tipo de conflicto con la Curia romana. Galambosi enfatizó que Přemyslids no se alió con Felipe hasta 1303. El historiador András Kubinyi consideró (1961) que la «acción revolucionaria» de los burgueses tuvo lugar en algún momento entre agosto de 1304 —la partida de Wenceslao a Bohemia— y diciembre de 1305 —la llegada de Otón a la ciudad—, durante un vacío político en la ciudad real de Buda. Kubinyi dijo que el ayuntamiento gobernó la ciudad de manera soberana en este intervalo de un año y medio. También sostuvo que los burgueses locales participaron en el movimiento de manera uniforme. Galambosi, que escribió su ensayo sobre el tema en 2018, cuestionó este último punto y escribió sobre las luchas políticas internas del consejo de la ciudad y las líneas de ruptura.